# Dukezong
Dukezong ((xinès): 独克宗) o Dorkhar és una ciutat tibetana al comtat de Shangri-la, Prefectura Autònoma Tibetana de Dêqên, província de Yunnan, Xina. La ciutat s'originà a principis del segle xvii. En gener de 2014, un foc que durà més de deu hores destruí la majoria de la ciutat. No hi va haver cap ferit ni mort informades, i més 2.600 persones van haver d'ésser evacuades. Molts edificis, incloent una estàtua que era del segle xvii, van ser destruïts.